# Sarah Rosetta Wakeman
Sarah Rosetta Wakeman, född 1843, död 1864, var en amerikansk soldat. Hon tjänstgjorde i den amerikanska armén under det amerikanska inbördeskriget (Nordstaterna). Hon tjänstgjorde som man under namnet Lyons Wakeman. 
Hennes efterlämnade brev upptäcktes 1976 och utgavs 1994 som An Uncommon Soldier: The Civil War Letters of Sarah Rosetta Wakeman, alias Pvt. Lyons Wakeman, 153rd Regiment, New York State Volunteers, 1862–1864.